# 美容師法
美容師法（びようしほう、昭和32年6月3日法律第163号）は、美容師、管理美容師全般の職務・資格などに関する法律である。
1957年（昭和32年）6月3日に公布され、同年9月2日に施行された。下位法令に美容師法施行令（昭和32年政令第277号）、美容師法施行規則（平成10年厚生省令第7号）がある。本項目ではそれぞれ政令、省令と表記する。

## 内容

### 目的
美容師の資格を定めること、また美容師の業務が適正に行われるよう衛生面から規律することより、公衆衛生の向上に資することを目的としている（第1条）

### 定義
- 美容 ：パーマネントウエーブ、結髪、化粧等の方法により、容姿を美しくすること（第2条第1項）。

毛染め、まつ毛エクステンション、マニキュア、ペディキュア、テーマパーク内のフェイスペイントなども含まれる。
- 美容師：免許を取得し、業として美容を行う者（第2条第2項）。

後述の美容師国家試験に合格したものが美容師となることができる。美容師でなければ美容を業としてはならない（第6条）。
- 美容所：美容の業を行うために設けられた施設（第2項第3項）。

### 美容師
美容師は美容の業を行うにあたって次の措置をとらないといけない。
- 皮膚に接する布および器具（クリッパー、はさみ、くし、はけ、ふけ取り、剃刀その他皮膚に直接接する器具（省令第24条））の清潔を保つこと（第8条第1項）
- 前述の布は客一人ごとに清潔なものに取り替え、器具は客一人ごとに消毒すること（同第2項）。

消毒の具体的な方法については省令第25条に規定されている。
- その他都道府県等の条例で定める措置（同第3項）。

1つの美容所に常時2名以上の美容師が従事する場合、美容所ごとに1名の管理美容師を置かなければならないとされる（第12条の3第1項）

### 美容所
美容所を新たに開設する場合はあらかじめ都道府県知事等に届け出を行わなければならないとされる（第11条第1項）。
美容所について開設者は次の措置を取らねばならないとされる。
- 常に施設を清潔に保つための措置を講ずること。（美容師法第13条第1項）

床はコンクリートやタイルなどの不浸透性の素材とすること（省令第26条第1号）。流水装置付きの洗い場を設けること（同第2号）、
- 消毒設備を設けること（美容師法第13条第2項）
- 採光、照明、換気を十分に行うこと（美容師法第13条第３項）

作業面の照度を100ルクス以上にすること（省令第27条第1号）、美容所内の1リットル中の二酸化炭素濃度を5立方センチメートル以下に保つこと（同第2号）。
- その他条例で規定される措置（美容師法第13条第4項）

また、次の例外を除き、美容所以外の場所で美容の業を行ってはならないとされる（第7条）。
- 疾病その他の理由により、美容所に来ることができない者に対して美容を行う場合（政令第4条第1項）

疾病その他の理由には、骨折、認知症、障害寝たきり等で要介護状態にある者、自宅で乳幼児の世話をしている者、自宅で要介護状態にある高齢者などの介護を行っている者、被災し仮設住宅に避難している者などが考えられる。
- 婚礼その他の儀式に参列する者に対してその儀式の直前に美容を行う場合（政令第4条第2項）
- その他都道府県等の条例で定める場合（政令第4条第3項）。

なおこれらの美容所に来ることができない者について、美容師が出向いて美容行為を行う行為は「出張美容」とされ、同行為中に講ずべき衛生措置は出張理容・出張美容に関する衛生管理要領に定められている。

### 美容師試験
美容師試験に合格した者は、厚生労働大臣の免許を受けて美容師になることができる（第3条第1項）。美容師試験は学校教育法第90条に規定する者、つまり大学に入学できる者であって、都道府県知事の指定した美容師養成施設を卒業したものでないと受験できない（第4条第3項）。美容師試験は厚生労働大臣が行うこととされているが（第4条第2項）、厚生労働大臣が指定試験機関を指定した場合はそちらが試験の事務を行う（第4条の2第1項）。現在の指定試験機関は公益財団法人理容師美容師試験研修センターのみである。第4条の2から第4条の19に美容師試験および指定試験機関に関する規定がある。試験機関の指定のための申請や、申請事項の変更等の具体的な手続きは「美容師法に基づく指定試験機関及び指定登録機関に関する省令」に定められている。

### 指定登録機関
美容師国家試験に合格し、美容師免許を得たものは厚生労働省に保管された美容師名簿に登録される（第5条の2第1項）が、厚生労働大臣が指定登録機関を指定した場合はそちらが美容師の登録等に関する事務（登録事務）を行う（第5条の3第1項）。現在の指定登録機関は公益財団法人理容師美容師試験研修センターのみ。第5条の3から第5条の6に美容師の登録に関する規定がある。

## 摘発事例
- 2014年3月から4月、京都府警は所管内の無免許で美容店を営業する店舗約15件を一斉に摘発した。また、同年5月中旬までに美容師法違反、および、医師法違反容疑で経営者らを順次書類送検した。摘発された店舗は、美容師法違反でまつ毛エクステンションを行い、医師法違反でアートメイクを行っていた。